# LiveArea

LiveArea grafičko je sučelje koje koristi PlayStation Vita i PlayStation TV. Prilagođeno je ekranima osjetljivima na dodir kakav ima i PS Vita. LiveArea zamjenjuje XrossMediaBar (XMB) koji koriste PlayStation Portable i PlayStation 3. PlayStation 4 ne koristi ni XMB ni LiveArea nego posebno grafičko sučelje PlayStation Dynamic Menu.
Dodirom na ikonu igre prikazuju se informacije o igri, postignuća i nagrade, ažuriranja i poveznice na sadržaje vezane uz tu igru (npr. web stranica).